# Ібіс каєнський
Ібіс каєнський (Mesembrinibis cayennensis) — вид пеліканоподібних птахів родини ібісових (Threskiornithidae).

## Поширення
Птах поширений в Центральній та Південній Америці від Коста-Рики до Парагваю. Мешкає у різних лісистих водно-болотних угіддях, переважно на болотах та по краях річок та озер, на висотах до 500 м над рівнем моря.

## Опис
Це ібіс середнього розміру, з короткими ногами і довгим, струнким, викривленим дзьобом. Тіло завдовжки 45–60 см, вагою від 700 до 890 г. Оперення блискуче зеленувато-чорне, дзьоб та ноги блідо-зелені, оголені ділянки шкіри обличчя сірого кольору.

## Спосіб життя
Каєнські ібіси харчуються, просіюючи воду своїми довгими, вигнутими вниз дзьобами. Їхній раціон складається з риби, жаб, ракоподібних та комах. Вони будують гнізда з гілочок на деревах або кущах біля води. У кладці 2—5 яєць. Ці ібіси моногамні й колоніальні, часто гніздяться в змішаних колоніях з іншими навколоводними птахами.